# Élevage bovin en Autriche
L'Autriche est un pays d'élevage bovin. Son système traditionnel et ses races actuelles le rapprochent de l'élevage bovin en Allemagne du sud et de l'élevage bovin en Suisse. Mais il ne faut pas oublier que l'Autriche actuelle ne représente qu'une petite partie de l'ancien Empire d'Autriche-Hongrie. Son histoire recouvre ainsi celle de l'élevage en Croatie, en Hongrie, en Tchéquie, en Slovaquie ou en Slovénie.

## Origines
- Rameau pie rouge des montagnes : probablement le plus ancien, dérivé de la domestication de Bos brachyceros et de croisements ultérieurs. La grande race de ce rameau est la Pinzgauer, variante locale de la Simmental. La tux-zillertal est une vache de combat descendante de l'hérens suisse.
Les invasions se sont accompagnées du bétail de chaque peuple. Il fournissait lait, viande et traction à leurs éleveurs.
- Rameau brun : arrivé avec les Huns, comme en Suisse et en Bavière, il a donné la tiroler grauvieh et la braunvieh.
- Rameau grise des steppes : arrivé avec les Magyars, il a donné le Bœuf gris de Hongrie.
- Rameau blond et rouge: cette branche de l'Europe du Sud-Ouest pourrait être arrivée au XVIe siècle d'Espagne. Il est reconnu que le cheval Pure race espagnole a contribué à créer le Lipizzan de l'école équestre de Vienne. Cette hypothèse expliquerait la présence de vaches blondes à tendance bouchère en Autriche en Allemagne du sud. (blonde de Carinthie ou Kärntner blondvieh, limpurg...)
- Rameau nordique : la pinzgauer présente une répartition du blanc sur le ventre, la queue et la ligne dorsale qui l'apparente aux races influencées par le bétail suédois introduit en Allemagne lors de la guerre de Trente Ans.
- Rameau des races bovines du littoral de la mer du Nord : la holstein a été introduite récemment pour apporter une production régulière, homogène et bon marché à l'industrie laitière moderne.

## Élevage actuel
Dans cette nation qui regroupait autrefois tout le centre de l'Europe, de très nombreuses races existaient, adaptées à chaque région.
Actuellement, la plaine est cultivée ou vouée à l'élevage intensif. C'est le domaine de la holstein.
L'ouest du pays est occupé par l'est de l'arc alpin. C'est une zone d'élevage traditionnel avec des races mixtes, donnant un veau de qualité et du lait d'alpage destiné à la fabrication fromagère. Cette zone est peuplée de vaches pie rouge ou grises. Autrefois, chaque vallée avait « sa » race. Aujourd'hui, elles ont été uniformisées avec les braunvieh, pinzgauer et simmental. Il reste toutefois quelques races anciennes comme la tiroler grauvieh, la braunvieh originelle (Österreichisches braunvieh) ou la tux-zillertal dont le rôle est limité aux combats de reines.

## Races actuelles

### Traditionnelles
- Rameau pie rouge des montagnes : ennstaler bergschecken, pinzgauer, pustertaler, (race surtout élevée au Tyrol italien) tux-zillertal.
- Rameau brun : österreichisches braunvieh ou braunvieh autrichienne, tiroler grauvieh.
- Blondes d'Autriches : blonde de Carinthie, waldviertler blondvieh

### Importées
- Rameau des Races du littoral de la mer du Nord : holstein dite localement swarzbunte.
- Rameau brun : Braunvieh.
- Rameau pie rouge des montagnes : simmental.

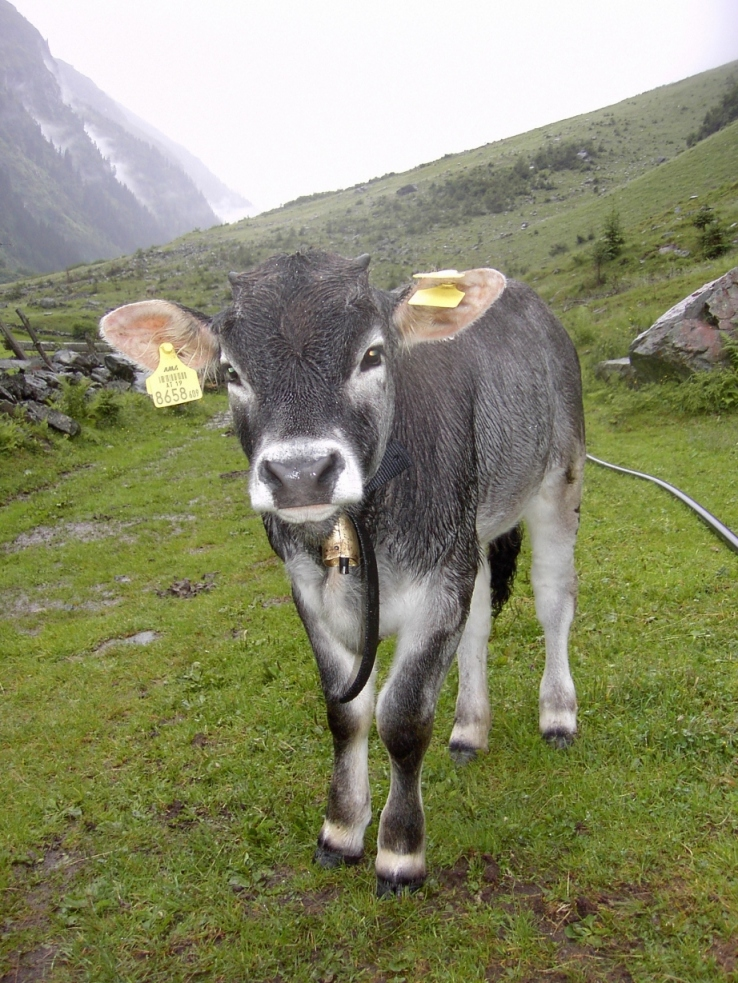
Génisse tiroler grauvieh à l'alpage.
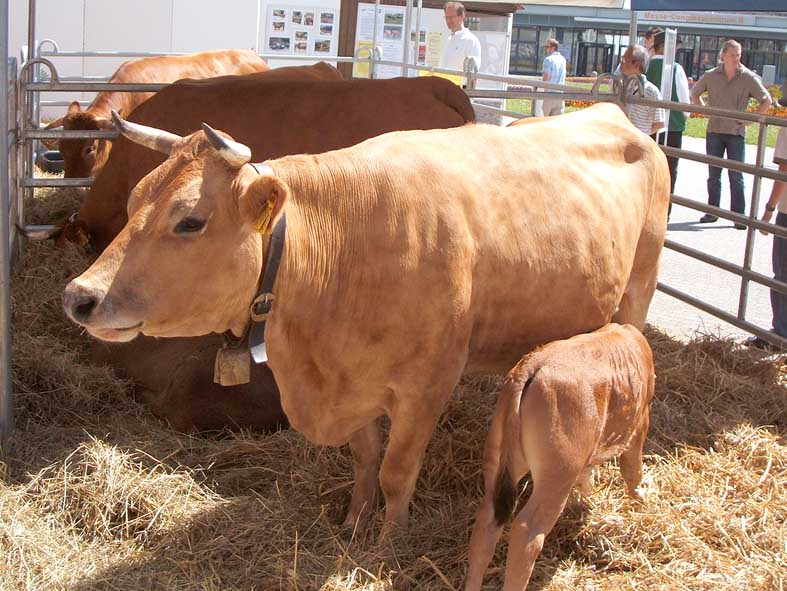
Vache murnau-werdenfels allaitante.
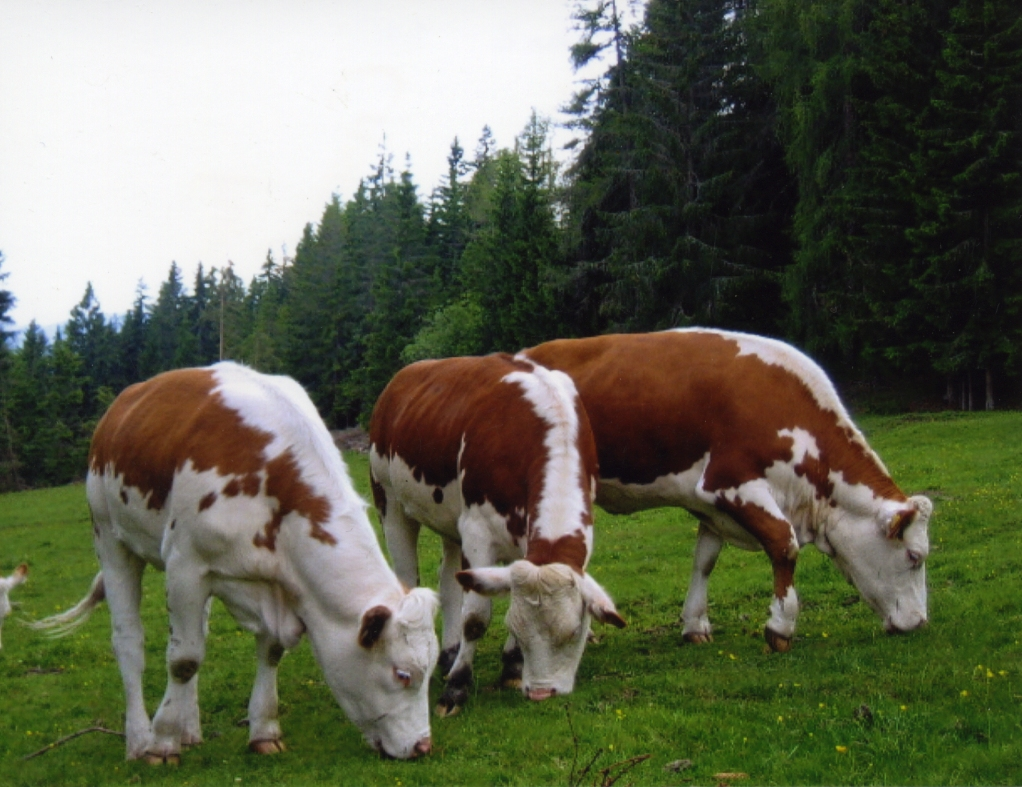
Ennstaler bergschecken en montagne.
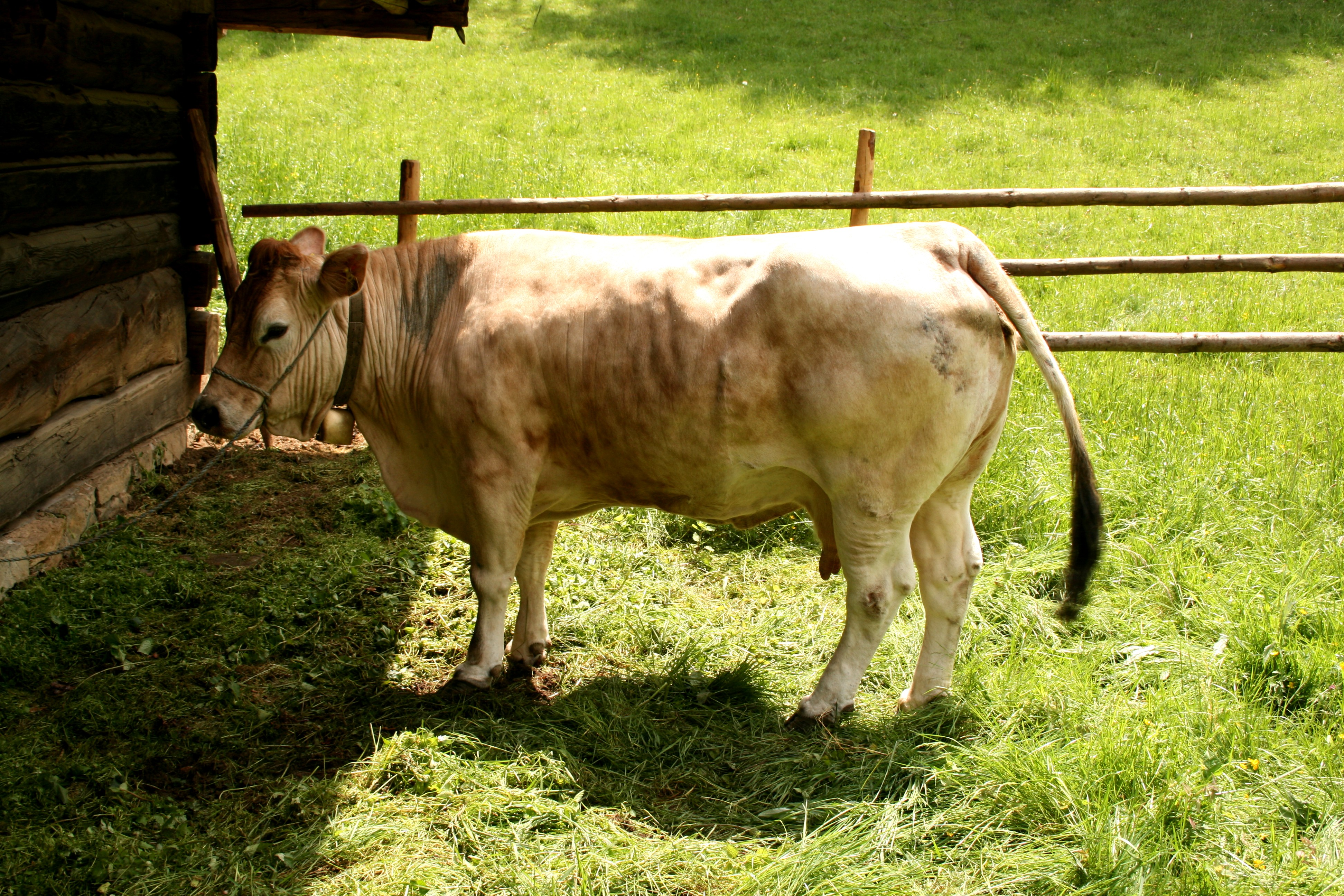
Vache murboden.